# Turah
Turah é um filme de drama indonésio de 2017 dirigido e escrito por Wicaksono Wisnu Legowo. Foi selecionado como representante de seu país ao Oscar de melhor filme estrangeiro em 2018.

## Elenco
- Ubaidillah- Turah
- Slamet Ambari - Jadag
- Yono Daryono - Darso
- Rudi Iteng - Pakel
- Narti Diono - Kanti
- Muhammed Riziq - Roji